# Cloche de l'église Notre-Dame-de-l'Assomption du Grand-Bornand
La cloche de l'église Notre-Dame-de-l'Assomption est la plus ancienne des actuelles cloches de l'église du Grand-Bornand en Haute-Savoie.

## Description
Il s'agit une cloche de bronze datée de 1767. Elle est classée Monument historique depuis 1943.
Elle est haute de 110 cm pour un diamètre de 133 cm. Elle porte l'inscription : 
« CANETIS TVBIS VT SINT VOBIS IN RECORDATIONEM DEI VESTRI NVM. CAP. I.C. MIC. Je suis bénite par R.S.C. de Lachenal. Du ch... mon curé. mon parrain est noble Missilier François Favre marquis de Thônes. Ma marraine demoiselle Marie Louise fille d'illustre seigneur M.I.B. comte de St Amour et Rossillon sa belle-fille, 8 août 1767. »
et 
« "I. C. Livremont fondeur" »
Cette dernière laisse à penser que la cloche a probablement été forgée par la dynastie franc-comtoise de fondeurs, les Livremont.
Sous la Révolution, l'église fut pillée et c'est la seule des quatre cloches qui ne fut pas fondue. De nouvelles cloches furent installées par la suite avec la reconstruction du clocher entre 1820 et 1845.